# بوستان‌سرای
بوستان سرای از جمله ساختمان‌های دوره امیر عبدالرحمن‌خان در افغانستان بوده که در سال ۱۸۲۲ م به وسیله معماران قندهاری ساخته شده است. در اول چوپ‌پوش و مقر پذیرایی مهمانان ویژه و شخصی امیر صاحب بود. امیر مهمانان را در همین جا بحضور پذیرفته و دیدار مینمود. او به این ساختمان علاقه ویژه داشته و از همین سبب وقتی که امیر عبد الرحمن خان فوت می‌نماید پسرش امیر حبیب‌الله پیکر پدرش را درین عمارت که دلخواهش بود دفن نمود.